# Distretto di Xishan (Kunming)
Il distretto di Xishan (西山区S, Xīshān QūP) è un distretto della Cina, situato nella provincia di Yunnan e amministrato dalla prefettura di Kunming.